# Mycoplasma hominis
Mycoplasma hominis és una espècie de bacteris del gènere Mycoplasma. M. hominis té la capacitat de penetrar a l'interior de les cèl·lules humanes. Juntament amb els ureaplasmes, els micoplasmes són els organismes de vida lliure més petits coneguts.
No tenen paret cel·lular i, per tant, no es tenyeixen amb la tinció de Gram.
Mycoplasma hominis s'associa amb la malaltia inflamatòria pelviana i la vaginosi bacteriana. També s'associa amb la infertilitat masculina. Aquesta espècie causa una malaltia de transmissió sexual. És susceptible a l'antibiòtic clindamicina.
El creixement de colònies d'"ou ferrat" en medi d'agar glucosa en 24-48 hores és una característica del Mycoplasma hominis.
Aquest patogen pot infectar de manera latent els teixits de les vellositats coriòniques de la placenta de les dones embarassades, afectant així el resultat de l'embaràs.